# Juliet Chekwel
Juliet Chekwel (nacida el 25 de mayo de 1990) es una atleta ugandesa de pruebas de carreras de larga distancia. Compitió en los 10 000 metros en el Campeonato Mundial de Atletismo de 2015, celebrado en Pekín, donde quedó en décimoséptima posición y batió el récord nacional de su país con 32:20.95. Compitió también en los Juegos Olímpicos de Río de Janeiro 2016 en las pruebas de 5.000 y 10.000 metros.
El 23 de febrero de 2020, debutó en los 42 kilómetros, en la Maratón Ciudad de Sevilla (Gold IAAF Label), que ganó y en la que batió el récord de la prueba con 2:23:13.

## Competiciones internacionales
| Año               | Competición                      | Lugar             | Posición          | Prueba            | Marca             |
| Representa Uganda | Representa Uganda                | Representa Uganda | Representa Uganda | Representa Uganda | Representa Uganda |
| ----------------- | -------------------------------- | ----------------- | ----------------- | ----------------- | ----------------- |
| 2010              | Campeonato Africano de Atletismo | Nairobi           | 13.ª (h)          | 1500 m            | 4:25.50           |
| 2013              | Campeonato Mundial de Atletismo  | Moscú             | 16.ª              | 10.000 m          | 32:57.02          |
| 2015              | Campeonato Mundial de Atletismo  | Pekín             | 17.ª              | 10.000 m          | 32:20.95          |
| 2016              | Juegos Olímpicos                 | Río de Janeiro    | 17.ª (h)          | 5000 m            | 15:29.07          |
| 2016              | Juegos Olímpicos                 | Río de Janeiro    | –                 | 10.000m           | DNF               |
| 2018              | Juegos de la Mancomunidad        | Gold Coast        | 4.ª               | 5000 m            | 15:30.17          |
| 2018              | Juegos de la Mancomunidad        | Gold Coast        | 7.ª               | 10.000 m          | 31:57.97          |
| 2019              | Campeonato Mundial de Atletismo  | Doha              | 20.ª              | 10.000 m          | 33:28.18          |
| 2020              | Maratón Ciudad de Sevilla        | Sevilla           | 1.ª               | Maratón           | 2:23:13           |